# Erechthias cyanosticta
Erechthias cyanosticta är en fjärilsart som beskrevs av Oswald Beltram Lower 1916. Erechthias cyanosticta ingår i släktet Erechthias och familjen äkta malar. Inga underarter finns listade i Catalogue of Life.